# Emilio Banfi
Emilio Banfi (Saronno, 1881 – ...) è stato un mezzofondista italiano, specializzato negli 800 metri piani.
Prese parte ai Giochi olimpici di Parigi 1900, posizionandosi al quarto posto in batteria (non riuscì dunque a raggiungere la finale).

## Risultati
| Anno | Manifestazione  | Sede   | Evento    | Risultato | Prestazione | Note |
| ---- | --------------- | ------ | --------- | --------- | ----------- | ---- |
| 1900 | Giochi olimpici | Parigi | 800 metri | Batteria  | n/d         |      |